# Greg Murphy (Politiker)

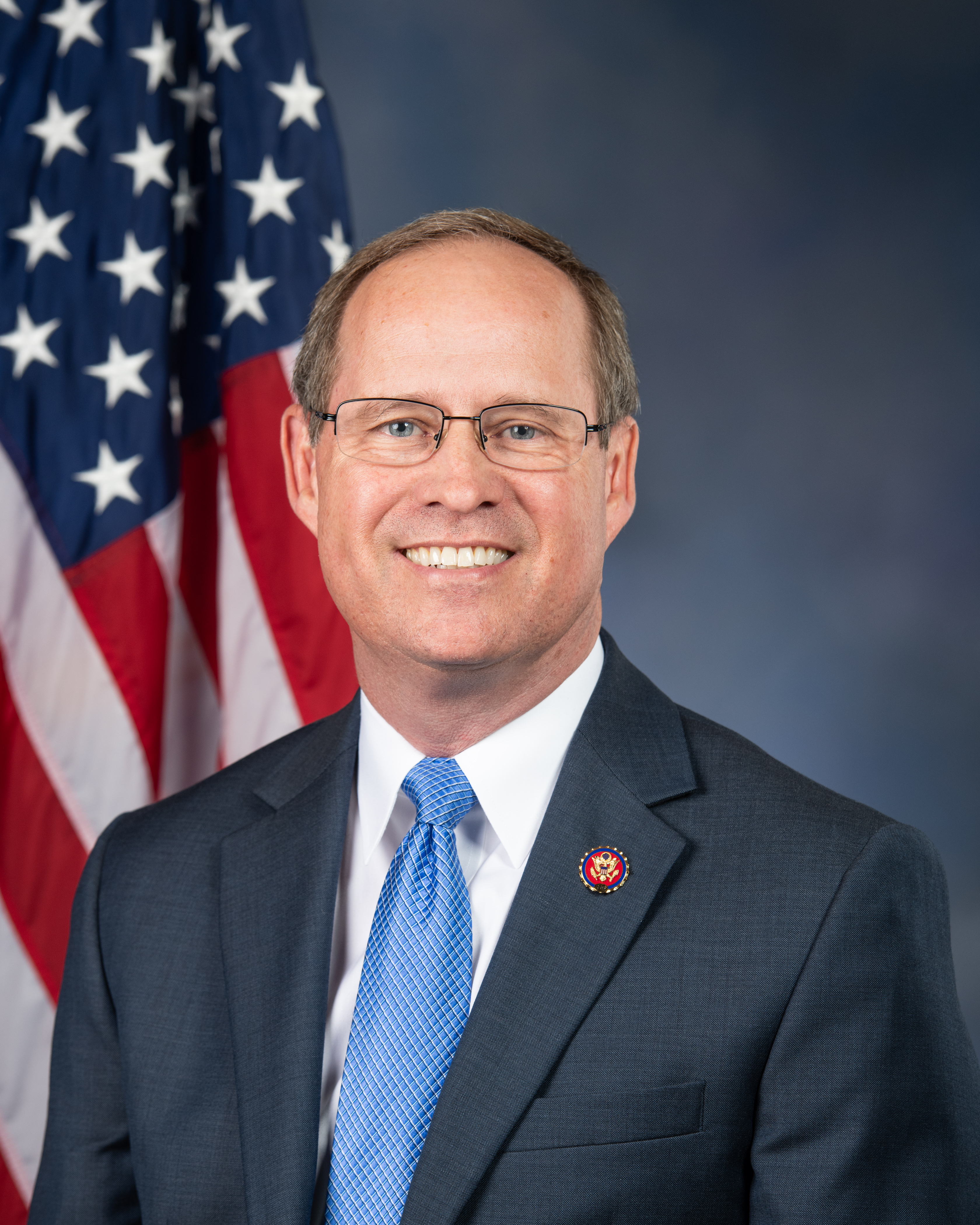
Greg Murphy

Gregory Francis „Greg“ Murphy (* 1963) ist ein US-amerikanischer Politiker (Republikanische Partei).

## Leben
Murphy besuchte die Raleigh Broughton High School und das Davidson College. Später studierte er an der University of North Carolina at Chapel Hill und promovierte zum Doktor der Medizin. Murphy wurde nun als Urologe tätig.
Murphy ist verheiratet und hat drei Kinder.

## Politik
2015 wurde er von Gouverneur Pat McCrory zum Abgeordneten im Repräsentantenhaus von North Carolina ernannt, um dort den vakanten Sitz von Brian Brown, der sein Mandat niedergelegt hatte um für den US-Senator Thom Tillis tätig zu werden, neu zu besetzen. Bei den nächsten zwei regulären Wahlen wurde Murphy jeweils im Amt bestätigt.
Im September 2019 wurde er im Zuge einer Nachwahl im dritten Kongresswahlbezirk von North Carolina in das Repräsentantenhaus der Vereinigten Staaten gewählt. Murphy konnte sich hierbei gegen seinen demokratischen Konkurrenten, den früheren Bürgermeister von Greenville, North Carolina, Allen M. Thomas durchsetzen. Die Nachwahl war nötig geworden, da der bisherige Kongressabgeordnete Walter B. Jones im Februar 2019 gestorben war.
In der folgenden regulären Kongresswahl 2020 qualifizierte sich Greg Murphy bei den Republikanern und Daryl Farrow Bei den Demokraten ohne Vorwahlen. Bei der Wahl im November 2020 setzte sich Murphy mit 63,4 % durch und war damit im 117. Kongress vertreten. In der Kongresswahl zwei Jahre später zum 118. Kongress der Vereinigten Staaten setzte sich Murphy mit 66,9 % gegen die Demokratin Barbara Gaskins durch. 2024 hatten die Demokraten keinen Kandidaten im 3. Wahlkreis aufgestellt, Murphy gewann mit 77,4 % gegen den Libertären Gheorghe Cormos. Greg Murphys aktuelle Legislaturperiode im Repräsentantenhaus des 119. Kongresses dauert bis zum 3. Januar 2024.